# Arne Risling
Arne Gustaf Risling, född 22 mars 1918 i Gävle Heliga Trefaldighets församling i Gävleborgs län, död 26 september 1998 i Solna församling i Stockholms län, var en svensk militär.

## Biografi
Risling avlade officersexamen vid Krigsskolan 1942 och utnämndes samma år till fänrik vid Jämtlands fältjägarregemente, där han befordrades till löjtnant 1945 och till kapten 1952. Han inträdde 1958 i Generalstabskåren och tjänstgjorde 1958–1961 i Försvarsstaben tillika som lärare i krigskonst (taktik) vid Artilleri- och ingenjörofficersskolan. Han befordrades 1961 till major och tjänstgjorde 1961–1964 vid Upplands signalregemente. År 1964 befordrades han till överstelöjtnant, varpå han var utbildningsofficer vid Norrlands signalbataljon 1964–1966 och chef för bataljonen 1966–1971. Han befordrades 1971 till överste och var 1971–1974 chef för Upplands signalregemente. Åren 1974–1978 stod han till överbefälhavarens förfogande.
Arne Risling är gravsatt i minneslunden på Norra begravningsplatsen i Solna.

### Utmärkelser
- Riddare av första klass av Svärdsorden, 1961.[7]